# Shorea lissophylla
Shorea lissophylla är en tvåhjärtbladig växtart som beskrevs av Thw.. Shorea lissophylla ingår i släktet Shorea och familjen Dipterocarpaceae. Inga underarter finns listade i Catalogue of Life.